# フィアナランツァ州
フィアナランツァ州（フィアナランツァしゅう）は、マダガスカルの州。マダガスカル島の南東部、インド洋に面している。州都はフィアナランツォアである。

## 隣接州
北はアンタナナリボ州とトアマシナ州、西と南はトゥリアラ州と接している。

## 地理
フィアナランツァ州には、ラヌマファナ、南ミドンギ、イサロ、アンドリンギトラの4つの国立公園が存在する。

## 地勢

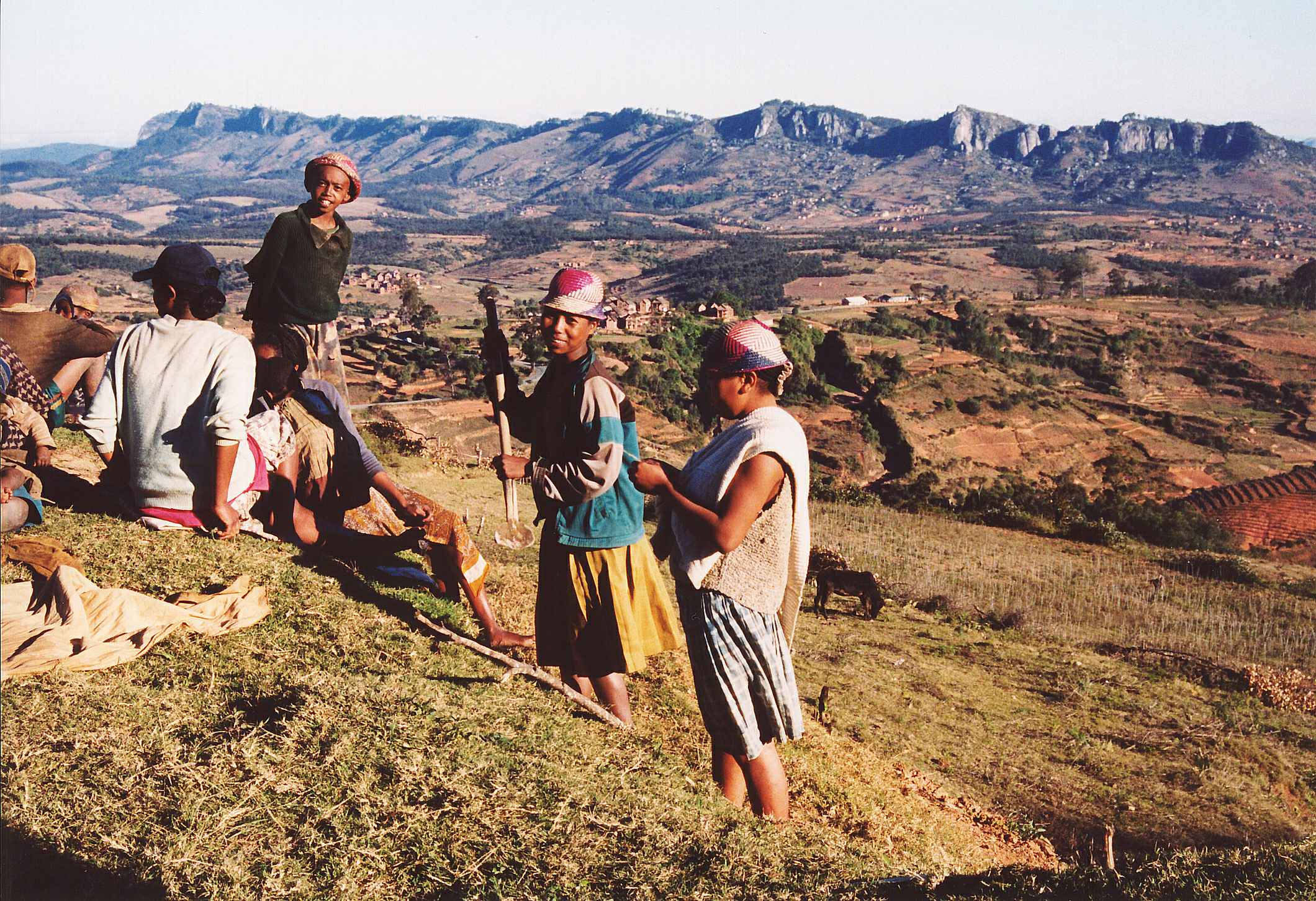
フィアナランツァ州

- 面積　103,272km2
- 人口　3,366,291人(2001年)

## 地方行政区分
- アッチモ＝アツィナナナ地域圏
  - 5. Befotaka
  - 7. Farafangana
  - 19. Midongy-Sud
  - 21. Vangaindrano
  - 23. Vondrozo
- アモロニ・マニア地域圏
  - 2. Ambatofinandrahana
  - 4. Ambositra
  - 6. Fandriana
  - 17. Manandriana
- オート・マチアトラ地域圏
  - 1. Ambalavao
  - 3. Ambohimahasoa
  - 8. Fianarantsoa Rural
  - 9. Fianarantsoa Urban
  - 13. Ikalamavony
- イフルンべ地域圏
  - 10. Iakora District (Iakora)
  - 12. Ihosy District (Ihosy)
  - 15. Ivohibe District (Ivohibe)
- ヴァトヴァヴィ＝フィトヴィナニィ地域圏
  - 11. Ifanadiana
  - 14. Ikongo
  - 16. Manakara-Atsimo
  - 18. Mananjary
  - 20. Nosy Varika
  - 22. Vohipeno